# Villacidro
Villacidro (en sard Biddacidru, a vegades escrit Biddexidru o Biddexirdu) és un municipi italià, situat a la regió de Sardenya i a la província de Sardenya del Sud. Es troba a la regió de Monreale. L'any 2006 tenia 14.586 habitants. Limita amb els municipis de Domusnovas (CI), Gonnosfanadiga, Iglesias (CI), San Gavino Monreale, Sanluri, Serramanna, Vallermosa (CA), Villasor (CA).

## Administració
| Període | Identitat     | Partit        |
| ------- | ------------- | ------------- |
| 2005-   | Ignazio Fanni | Llista cívica |

## Personatges il·lustres
- Salvator Angelo Spano polític i escriptor en sard.